# Margecany
Margecany (deutsch Margareten oder Margetzan, ungarisch Margitfalva – bis 1902 Margitfalu) ist eine Gemeinde in der Ostslowakei.

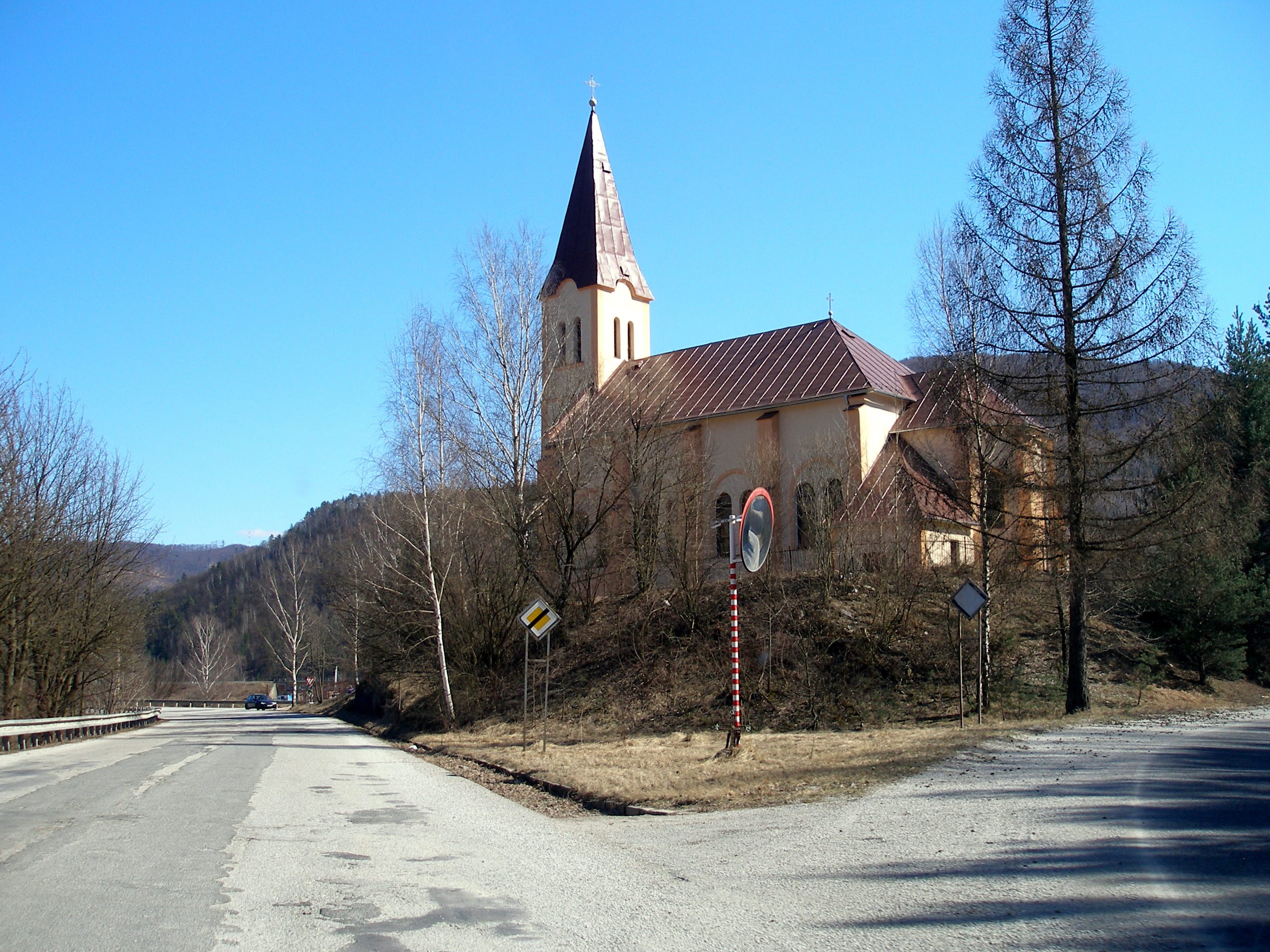
Blick auf die Kirche in Margecany

Der Ort wurde 1235 zum ersten Mal schriftlich erwähnt. Seit 1960 gehört auch der Ort Rolova Huta (deutsch Phönixhütte oder Rhollhütte, ungarisch Phőnikszhuta) zur Gemeinde. Bedeutend für die Gemeinde ist vor allem der Eisenbahnknoten; hier zweigt von der Hauptstrecke Košice-Žilina die Strecke nach Banská Bystrica ab.

## Bevölkerung
| Jahr                | 1994 | 2004    | 2014    | 2024    |
| ------------------- | ---- | ------- | ------- | ------- |
| Anzahl der Personen | 2063 | 2020    | 1940    | 1833    |
| Unterschied         |      | −2,08 % | −3,96 % | −5,51 % |

| Jahr                | 2023 | 2024    |
| ------------------- | ---- | ------- |
| Anzahl der Personen | 1850 | 1833    |
| Unterschied         |      | −0,91 % |